# Schuylkill River
Schuylkill River je 217 km dlouhá řeka v americkém státě Pensylvánie, pravostranný přítok Delaware. Jmenuje se podle ní okres Schuylkill County.
Řeka pramení nedaleko vesnice Tuscarora v pohoří Poconos a teče jihovýchodním směrem. Leží na ní města Reading, Pottstown a Norristown, přijímá přítoky Little Schuylkill River, Manatawny Creek a Perkiomen Creek zleva a Tulpehocken Creek a French Creek zprava. Protéká bývalým hlavním městem USA Filadelfií, kde se vlévá do Delaware.
Původními obyvateli byli Lenapové, kteří řeku nazývali Tool-pay Hanna (Želví řeka) nebo Manaiunk (Běžící voda). První holandští osadníci jí dali název Schuylkill, což znamená Skrytá řeka, protože její ústí do Delaware bylo zarostlé bujnou vegetací. V povodí řeky leží velká ložiska antracitu, v důsledku těžby patřila Schuylkill River k nejznečistěnějším řekám USA; po druhé světové válce byl spuštěn projekt na její ozdravení, díky němuž se řeka stala zdrojem pitné vody pro půldruhého milionu lidí. Je také využívána k rekreaci: provozují se vodní sporty a rybolov, po břehu vede naučná stezka.
Jules Verne zasadil do okolí řeky část děje své knihy Robur dobyvatel.